# Виљем Жордан
Виљем Жордан (умро 1109) био је регент грофовије Триполи од 1105. године.
Ремон Тулуски је погинуо 28. фебруара 1105. године. Пошто је његов син био малолетан, опсаду Триполија наставио је његов рођак Виљем Жордан. Опсада је настављена, а Виљем се показао као веома предузетан ратник. У наредним годинама Триполи је темељно изгладњен, блокиран и са копна и са мора од пизанске флоте. Огромна египатска флота није ни покушала да разбије опсаду. Турци су лако могли да разбију опсаду јер је Пиза држала само неколико бродова. Ипак, они то нису учинили.
Почетком марта 1109. године из Француске стиже син Ремона од Сен Жила, Бертранд од Тулуза и одмах улази у сукоб са Танкредом и Виљемом. Сукоб је решен на састанку пред још увек неосвојеним Триполијем. Бертранд је наставио опсаду, а Виљем је постао Танкредов вазал и господар Акре.
Бертранд је успео да се отресе Виљема Жордана који је погинуо на веома чудан начин. Погодила га је стрела директно у срце док је покушавао да раздвоји неке војнике који су се свађали. Остала је сумња да је Бертранд све то вешто организовао. Бертранд је освојио све територије које је Жордан држао.